# Rally de Gerona
El Rally de Gerona, también conocido como Rally Girona-Cales de Palafruguell o simplemente Rally Girona, fue una prueba de rally que se disputó anualmente en la provincia de Gerona desde 1965 organizada inicialmente por el RACC y por la escudería Baix Empordà en los últimos años. En algunas ocasiones los tramos llegaron a coincidir con los del Rally Costa Brava. En 1985 se fusionó el con Critérium Guilleries resultando el Rally Girona-Guilleries-Cales de Palafrugell. Fue puntuable para el Campeonato de Cataluña de Rally, el Campeonato de España de Rally en seis ocasiones (1967, 1968, 1983, 1984, 1985, 1986) y una para el Campeonato de Europa de Rally (1986).

## Historia
En su primer año un total de 102 equipos tomaron la salida para realizar con un recorrido de 174 kilómetros que alternaba pruebas de velocidad, regularidad y en cuesta visitando localidades como San Feliu de Guixols, Lloret, Vidreras y Gerona donde se realizó un slalom como cierre final. Los vencedores fueron Jorge Chi y su copiloto Manuel Juncosa a los mandos de un BMW. Segundos fueron Carlos de Camps y José Vidal con un Renault Gordini y terceros Luis Jackson y Carlos Loverdos con un Seat 600 D. Nuria Viñas venció en la categoría femenina.
La segunda edición se realizó el 5 y 6 de marzo. Puntuable para el campeonato de España y de Cataluña estaba dividida en dos partes: una que constaba de 516 km y varias pruebas complementarias y la otra reservada a pilotos de la provincia que constaba de 185 km que combinaba pruebas de velocidad, regularidad y un slalom final para todos los participantes. La inscripción fue generosa y se establecieron premios en diferentes categorías incluidos a automóviles y motocicletas. Se disputó casi enteramente de noche en la misma y los vencedores en la clasficicación general fueron «Paco» y Eugenio Baturone a bordo de un Fiat Abarth 1000. Segundo fue Jaime Juncosa con un Fiat Abarth 850 y tercero Jorge Costa con un Morris Cooper S. En la categoría de motocicletas C. Verdaguer venció en la primera categoría y L. Soler en la segunda, ambos con Bultaco. En la categoría femenina vencieron Gianina Lépori y Montserrat Barangó con un Morris Cooper S.
Juan Fernández venció a los mandos de su Porsche en la edición de 1967 y al año siguiente lo hizo el francés afincado en España Bernard Tramont con un Alpine-Renault A110 1300. Sería la tercera vez que la prueba era puntuable para el campeonato nacional y no volvería a entrar hasta 1983. Manuel Juncosa y su copiloto «Artemi» vencieron al año siguiente con un Fiat Abarth y posteriormente lo haría José Luis Sallent en una edición muy ajustada que no se decidió hasta el último tramo. Antonio Zanini que lideraba la prueba tuvo un problema mecánico en sistema de arranque de su Simca 1000 y se vio penalizado otorgando el triunfo a Sallent.
La decimoquinta edición tuvo el aliciente de ver un triple duelo entre Ignacio Roger, Carles Santacreu y Jaume Pons al llegar los tres con opciones de luchar por el título catalán. La prueba contaba con un recorrido en bucle que visitaba las localidades de Sant Grau, L'Atalaia, Romanya, La Galga y Santa Pelleja. En total se disputaron 430 km de los que 154 eran contra el cronómetro. De cuarenta y dos pilotos participantes, entre los que destacaban también José M.ª Servià, Joan Bayo o Luis Sallent, solo veintiocho lograron terminar. El vencedor fue Roger a los mandos de un Ford Escort RS, segundo fue Bäbler con Renault 5 Alpine y tercero Santacreu con un Opel Ascona.
En 1983 la prueba regresaba al campeonato de España y bajo el nombre de Rally Girona-Cales de Palafruguell. Lo hizo con un itinerario de 534 km de los que 183 eran de velocidad (con tres pasadas a cada tramo) y visitando las localidades de La Ganaga, Santa Pellaia, Els Ángels, Sant Grau, La Talaia y Romanyà. Setenta pilotos tomaron la salida en la prueba entre los que destacaban Jaume Pons, Fermín Vélez, Salvador Servià, José Couret, Joan Bayo o Carles Santacreu, entre otros. Finalmente fue Pons quien logró imponerse con su Renault 5 Turbo y llevarse el triunfo por delante de Joan Bayo, segundo clasificado con un Talbot Lotus y el único que pudo hacerle frente. La tercera posición fue para Servía con su Ford Escort oficial.
En diciembre de 1984 el presidente de la federación española redujo el calendario del campeonato nacional a doce pruebas excluyendo entre otras al Girona. Esto causó discusiones entre la federación y las escuderías al considerarlo injusto. El RACC decidió entonces fusionar el Girona con el Critérium Montseny-Guilleries, prueba esta prevista inicialmente para el mes de abril del año 1985. De esta manera el rally de Girona se mantenía en el calendario con la fecha del Guilleries bajo una nueva denominación: Rally Girona - Guilleries - Calas de Palafruguell. Además se presentó a inspección para lograr la puntuabilidad del campeonato europeo en 1986. Salvador Servia se volvió a imponer por segundo año consecutivo, esta vez con el Lancia 037, hecho que repetiría al año siguiente.
La edición de 1985 fue la tercera cita del calendario nacional y la primera tras la fusión con el Critérium Guilleries. Contó con un itinerario de casi 600 kilómetros de los cuales 240 eran cronometrados. Los pilotos favoritos a la victoria eran Salvador Servià (Lancia) y Antonio Zanini (Peugeot). Mientras que Servià llegaba líder del campeonato catalán en ese momento, Zanini venía de sufrir un accidente con el difícil de conducir Peugeot 205 T16 en el Costa Brava y sumar un sexto puesto en el RACE. Otros pilotos a tener en cuenta eran Carlos Sainz o Jaume Pons. Finalmente fue Servià quien dominó la prueba con su Lancia 037 Rallye y se adjudicó la victoria por delante de Carlos Sainz y Beny Fernández, segundo y tercero respectivamente. Por su parte Zanini no acabó de encontrarse cómodo con el coche y aunque peleó contra Sainz por la segunda plaza pero sufrió un toque en el tramo de Cladells y tuvo que abandonar.
En 1986 el RACC dejó de organizar el rally y en su lugar montó una prueba nueva, el Playa de Aro puntuable para el campeonato de España pero que solo vería dos ediciones.
Muchos años después, en 2008 la escudería Baix Empordà recuperó el nombre de la prueba y realizó cuatro ediciones más del rally, la última en 2017. Todas fueron puntuable para el campeonato catalán y los ganadores fueron Josep María Membrado, con dos triunfos, Jordi Zurita y Albert Orriols.

## Palmarés
| Año                             | Edición                                           | Piloto               | Copiloto           | Automóvil                | Series      |
| ------------------------------- | ------------------------------------------------- | -------------------- | ------------------ | ------------------------ | ----------- |
| 1965                            | 1.º Rallye Gerona                                 | Jorge Chi            | Manuel Juncosa     | BMW 700                  |             |
| 1966                            | 2.º Rallye Gerona                                 | «Paco»               | Eugenio Baturone   | Fiat Abarth 1000         | España      |
| 1967                            | 3.º Rallye Gerona                                 | Juan Fernández       | Cesare Natalicchio | Porsche 911              | España      |
| 1968                            | 4.º Rallye Gerona                                 | Bernard Tramont      | Luis Blasco López  | Alpine-Renault A110      | España      |
| 1969                            | 5.º Rally de Gerona                               | Manuel Juncosa       | «Artemi»           | Fiat Abarth              |             |
| 1971                            | 6.º Rally Gerona                                  | José Luis Sallent    | Jorge Sabater      | Renault 8 Gordini        |             |
| 1972                            | 7.º Rally Gerona                                  | Salvador Serviá      | Bandera de ?       | SEAT 124                 |             |
| ?                               | 8.º Rally Girona                                  | Bandera de ?         | Bandera de ?       |                          |             |
| ?                               | 9.º Rally Girona                                  | Bandera de ?         | Bandera de ?       |                          |             |
| 1976                            | 10.º Rally Girona                                 | José María Fernández | Bandera de ?       | Porsche Carrera          |             |
| 1977                            | 11.º Rally Girona                                 | Gil Alonso           | Bandera de ?       | Seat 1800                |             |
| 1978                            | 12.º Rally Girona                                 | Josep María Servià   | Bofill             | Seat 124-1800            |             |
| 1979                            | 13.º Rally de Girona                              | Claudio Caba         | Joan Aymamí        | Porsche 911 Carrera      |             |
| 1980                            | 14.º Rally de Girona                              | Joan Bayo            | Molina             | SEAT 124-2000            |             |
| 1981                            | 15.º Rally Girona                                 | Ignacio Roger        | Sigfrid Correal    | Ford Escort RS           |             |
| 1982                            | 16.º Rally Girona                                 | Isidro Oliveras      | Josep Autet        | Porsche 911 SC           |             |
| 1983                            | 17.º Rally Girona-Cales de Palafruguell           | Jaume Pons           | Josep Autet        | Renault 5 Turbo          | España      |
| 1984                            | 18.º Rally Girona Calas de Palafrugell            | Salvador Serviá      | Jordi Sabater      | Opel Manta 400           | España      |
| 1985                            | 19.º Rally Girona-Guilleries-Cales de Palafrugell | Salvador Serviá      | Jordi Sabater      | Lancia 037               | España      |
| 1986                            | 20.º Rally Girona-Guilleries-Cales de Palafrugel  | Salvador Serviá      | Jordi Sabater      | Lancia 037               | ERC, España |
| Entre 1987 y 2007 no se celebró |                                                   |                      |                    |                          |             |
| 2008                            | 21.º Rally Girona                                 | Josep María Membrado | Jordi Vilamala     | Renault Mégane Maxi      |             |
| 2009                            | 22.º Rally Girona                                 | Josep María Membrado | Jordi Vilamala     | Mitsubishi Lancer Evo IX |             |
| 2010                            | 23.º Rally Girona                                 | Jordi Zurita         | Xavier Amigo       | Mitsubishi Lancer Evo X  |             |
| 2017                            | 24.º Rally Girona                                 | Albert Orriols       | Lluis Pujolar      | Škoda Fabia R5           |             |